# 상하이 지하철 13호선
상하이 지하철 13호선(중국어: 上海轨道交通13号线)(진사장시루 선)은 상하이 지하철의 한 노선으로 정식 명칭은 상하이 궤도교통 13호선이며, 중국에서는 상하이도 교통13호선으로 표기한다. 노선 색상은 ■ 분홍색이다.

## 연혁
- 2010년 4월 20일 - 엑스포 스페셜 라인 마당 로 역 ~ 스보 대로 역 구간 개통
- 2010년 11월 2일 - 상하이 세계박람회가 종료되었습니다, 엑스포선 마당 로 역 ~ 스보 대로 역 구간 영업 정지
- 2012년 12월 30일 - 진윈 로 역 ~ 진사장 로 역 구간 개통
- 2013년 6월 15일 - 치랸산 남로역 개통
- 2014년 11월 1일 - 다두허 로역 개통
- 2014년 12월 28일 - 진사장 로 역 ~ 창서우 로 역 구간 개통
- 2015년 12월 19일 - 창서우 로 역 ~ 스보 대로 역 구간 개통
- 2018년 12월 30일 - 스보 대로 역 ~ 장장 로 역 구간 개통

## 역 목록
| 역명                                        | 역명            | 역명                                                | 환승              | 거리 (km) | 거리 (km) | 소재지   |
| 한국어                                      | 중국어          | 영어                                                | 환승              | 거리 (km) | 거리 (km) | 소재지   |
| ------------------------------------------- | --------------- | --------------------------------------------------- | ----------------- | --------- | --------- | -------- |
|                                             |                 |                                                     |                   |           |           |          |
| 진윈 로                                     | 金运路          | Jinyun Road                                         | ■ 자민선 (공사중) |           |           | 자딩구   |
| 진사장 서로                                 | 金沙江西路      | West Jinshajiang Road                               |                   |           |           | 자딩구   |
| 펑좡                                        | 丰庄            | Fengzhuang                                          |                   |           |           | 자딩구   |
| 치랸산 남로                                 | 祁连山南路      | South Qilianshan Road                               |                   |           |           | 푸퉈구   |
| 전베이 로                                   | 真北路          | Zhenbei Road                                        |                   |           |           | 푸퉈구   |
| 다두허 로                                   | 大渡河路        | Daduhe Road                                         | ■ 15호선          |           |           | 푸퉈구   |
| 진사장 로                                   | 金沙江路        | Jinshajiang Road                                    | ■ 3호선 ■ 4호선   |           |           | 푸퉈구   |
| 룽더 로                                     | 隆德路          | Longde Road                                         | ■ 11호선          |           |           | 푸퉈구   |
| 우닝 로                                     | 武宁路          | Wuning Road                                         | ■ 14호선          |           |           | 푸퉈구   |
| 창서우 로                                   | 长寿路          | Changshou Road                                      | ■ 7호선           |           |           | 푸퉈구   |
| 장닝 로                                     | 江宁路          | Jiangning Road                                      |                   |           |           | 푸퉈구   |
| 한중 로                                     | 汉中路          | Hanzhong Road                                       | ■ 1호선 ■ 12호선  |           |           | 징안구   |
| 상하이 자연사 박물관                        | 自然博物馆      | Shanghai Natural History Museum                     |                   |           |           | 징안구   |
| 난징 서로                                   | 南京西路        | West Nanjing Road                                   | ■ 2호선 ■ 12호선  |           |           | 징안구   |
| 화이하이 중로                               | 淮海中路        | Middle Huaihai Road                                 |                   |           |           | 황푸구   |
| 중국공산당 제1차 전국대표대회 장소 · 신톈디 | 一大会址·新天地 | Site of the First CPC National Congress · Xintiandi | ■ 10호선          |           |           | 황푸구   |
| 마당 로                                     | 马当路          | Madang Road                                         | ■ 9호선           |           |           | 황푸구   |
| 세계엑스포 박물관                           | 世博会博物馆    | World Expo Museum                                   |                   |           |           | 황푸구   |
| 스보 대로                                   | 世博大道        | Shibo Avenue                                        | ■ 19호선 (공사중) |           |           | 푸둥신구 |
| 창칭 로                                     | 长清路          | Changqing Road                                      | ■ 7호선           |           |           | 푸둥신구 |
| 청산 로                                     | 成山路          | Chengshan Road                                      | ■ 8호선           |           |           | 푸둥신구 |
| 둥밍 로                                     | 东明路          | Dongming Road                                       | ■ 6호선           |           |           | 푸둥신구 |
| 화펑 로                                     | 华鹏路          | Huapeng Road                                        |                   |           |           | 푸둥신구 |
| 샤난 로                                     | 下南路          | Xia'nan Road                                        |                   |           |           | 푸둥신구 |
| 베이차이                                    | 北蔡            | Beicai                                              |                   |           |           | 푸둥신구 |
| 천춘 로                                     | 陈春路          | Chenchun Road                                       | ■ 18호선          |           |           | 푸둥신구 |
| 랸시 로                                     | 莲溪路          | Lianxi Road                                         |                   |           |           | 푸둥신구 |
| 화샤 중로                                   | 华夏中路        | Middle Huaxia Road                                  | ■ 16호선          |           |           | 푸둥신구 |
| 중커 로                                     | 中科路          | Zhongke Road                                        |                   |           |           | 푸둥신구 |
| 쉐린 로                                     | 学林路          | Xuelin Road                                         | ■ 21호선 (공사중) |           |           | 푸둥신구 |
| 장장 로                                     | 张江路          | Zhangjiang Road                                     |                   |           |           | 푸둥신구 |
|                                             |                 |                                                     |                   |           |           |          |

## 같이 보기
- 상하이 지하철